# Літературно-меморіальний музей В. Г. Короленка
Літературно-меморіальний музей В. Г. Короленка — музей у Житомирі присвячений російському письменнику та публіцисту Володимиру Короленку. Відділення-філія Житомирського краєзнавчого музею.

## Загальна інформація
Житомирський літературно-меморіальний музей В. Г. Короленка міститься у будинку, де ріс Короленко. Будівля розташована за адресою:
вул. Короленка, буд. 1, м. Житомир—10003 (Україна).
Завідувачка музейного закладу — Мороз Віра Дмитрівна.
Музей працює для відвідувачів щоденно, крім неділі та понеділка з 10 до 18 години.

## Історія
Літературно-меморіальний музей В. Г. Короленка був відкритий у Житомирі 27 липня 1973 року у день 120-річчя від дня народження Володимира Короленка. Житомирський період життя В. Г. Короленка (1853—66) відображений в оповіданнях рос. «Ночью», рос. «Парадокс», рос. «Моё первое знакомство с Диккенсом» і дуже виразно у повісті рос. «История моего современника».
У 1993 році з нагоди 150-річчя від дня народження Короленка на базі музейного осередку відбулася Всеукраїнська наукова конференція «Духовні витоки Житомирщини».

## Фонди, експозиція, діяльність
Основний фонд Літературно-меморіального музею В. Г. Короленка становить понад 10 тисяч одиниць зберігання.
Музейна експозиція розміщена у 7-ми залах, розповідаючи за хронологічним принципом про життєвий шлях і діяльність В. Г. Короленка, його родину, коло знайомств, оточення, культурно-історичне життєве тло.  
Серед експонатів літературно-меморіального музею В. Г. Короленка — меморіальні речі родини Короленків, прижиттєві видання творів В. Г. Короленка та письменників-сучасників, твори графіки, живопису, скульптури, прикладного мистецтва.
Науково-дослідна робота музею спрямована на вивчення епохи, творчості та біографії письменника, пошуки предметів та фактів, пов'язаних з житомирським періодом його життя.
 
Літературно-меморіальний музей В. Г. Короленка пропонує увазі відвідувачів оглядову і тематичні екскурсії по експозиції музею, різноманітні науково-освітні заходи за творами Володимира Короленка та з народознавчої тематики, літературно-музичні вечори, творчі зустрічі у літературній вітальні музею.